# Championnat d'Amérique du Sud de rugby à XV 2010
 (signalé en mai 2025).
Si vous disposez d'ouvrages ou d'articles de référence ou si vous connaissez des sites web de qualité traitant du thème abordé ici, merci de compléter l'article en donnant les références utiles à sa vérifiabilité et en les liant à la section « Notes et références ».
- Archive Wikiwix
- Bing
- Cairn
- DuckDuckGo
- E. Universalis
- Gallica
- Google
- G. Books
- G. News
- G. Scholar
- Persée
- Qwant
- (zh) Baidu
- (ru) Yandex
- (wd) trouver des œuvres sur Wikidata

Navigation
Championnat 2009 Championnat 2011
Le Championnat d'Amérique du Sud de rugby à XV 2010 est une compétition de rugby à XV organisée par la Confederación sudamericana de rugby. Elle est jouée à Santiago au Chili du 13 mai au 23 mai 2010. L'équipe réserve d'Argentine, les Jaguars, remporte le tournoi.

## Équipes participantes
| Division A - Argentine A - Brésil - Chili - Uruguay - Paraguay | Division B - Colombie - Costa Rica - Pérou - Venezuela |

## Division A

### Première phase
Le Brésil, le Chili, le Paraguay et l'Uruguay s'affrontent lors de la première phase. Les deux premiers se qualifient pour la seconde phase.

#### Résultats
| 13 mai 2010 | Brésil | 10 – 26 | Uruguay | Santiago |
| 13 mai 2010 |        |         |         | Santiago |
| 13 mai 2010 |        |         |         | Santiago |

| 13 mai 2010 | Chili | 42 – 6 | Paraguay | Santiago |
| 13 mai 2010 |       |        |          | Santiago |
| 13 mai 2010 |       |        |          | Santiago |

| 16 mai 2010 | Paraguay | 14 – 47 | Uruguay | Santiago |
| 16 mai 2010 |          |         |         | Santiago |
| 16 mai 2010 |          |         |         | Santiago |

| 16 mai 2010 | Chili | 31 – 8 | Brésil | Santiago |
| 16 mai 2010 |       |        |        | Santiago |
| 16 mai 2010 |       |        |        | Santiago |

| 19 mai 2010 | Brésil | 23 – 18 | Paraguay | Santiago |
| 19 mai 2010 |        |         |          | Santiago |
| 19 mai 2010 |        |         |          | Santiago |

| 19 mai 2010 | Chili | 19 – 36 | Uruguay | Santiago |
| 19 mai 2010 |       |         |         | Santiago |
| 19 mai 2010 |       |         |         | Santiago |

#### Classement
| Rang | Nation   | J | V | N | D | Pm  | Pe  | Diff | Pts |
| ---- | -------- | - | - | - | - | --- | --- | ---- | --- |
| 1    | Uruguay  | 3 | 3 | 0 | 0 | 109 | 43  | +66  | 9   |
| 2    | Chili    | 3 | 2 | 0 | 1 | 92  | 50  | +42  | 6   |
| 3    | Brésil   | 3 | 1 | 0 | 2 | 41  | 75  | -34  | 3   |
| 4    | Paraguay | 3 | 0 | 0 | 3 | 38  | 112 | -74  | 0   |

|  | Qualifiés pour la deuxième phase (no 1 et no 2). |

### Deuxième phase
Les Jaguars, équipe réserve de l'Argentine, rencontrent les deux premiers de la première phase.

#### Résultats
| 21 mai 2010 | Uruguay | 0 – 38 | Argentine A | Santiago |
| 21 mai 2010 |         |        |             | Santiago |
| 21 mai 2010 |         |        |             | Santiago |

| 23 mai 2010 | Chili | 9 – 48 | Argentine A | Santiago |
| 23 mai 2010 |       |        |             | Santiago |
| 23 mai 2010 |       |        |             | Santiago |

| 25 mai 2010 | Chili | 19 – 36 | Uruguay | Santiago |
| 25 mai 2010 |       |         |         | Santiago |
| 25 mai 2010 |       |         |         | Santiago |

#### Classement
| Rang | Nation          | J | V | N | D | Pm | Pe | Diff | Pts |
| ---- | --------------- | - | - | - | - | -- | -- | ---- | --- |
| 1    | Argentine A (T) | 2 | 2 | 0 | 0 | 86 | 9  | +77  | 6   |
| 2    | Uruguay         | 2 | 1 | 0 | 1 | 36 | 57 | -21  | 3   |
| 3    | Chili           | 2 | 0 | 0 | 2 | 28 | 84 | -56  | 0   |

|  | Vainqueur (no 1).         |
|  | T : tenant du titre 2009. |

## Division B

### Classement
| Rang | Nation     | J | V | N | D | Pm | Pe  | Diff | Pts |
| ---- | ---------- | - | - | - | - | -- | --- | ---- | --- |
| 1    | Pérou      | 3 | 3 | 0 | 0 | 95 | 17  | +78  | 9   |
| 2    | Venezuela  | 3 | 2 | 0 | 1 | 62 | 45  | +17  | 6   |
| 3    | Colombie   | 3 | 1 | 0 | 2 | 94 | 55  | +39  | 3   |
| 4    | Costa Rica | 3 | 0 | 0 | 3 | 17 | 151 | -134 | 0   |

|  | Vainqueur (no 1). |

### Résultats
| 24 octobre 2010 | Venezuela | 5 – 13 | Pérou | Medellín |
| 24 octobre 2010 |           |        |       | Medellín |
| 24 octobre 2010 |           |        |       | Medellín |

| 24 octobre 2010 | Colombie | 61 – 6 | Costa Rica | Medellín |
| 24 octobre 2010 |          |        |            | Medellín |
| 24 octobre 2010 |          |        |            | Medellín |

| 27 octobre 2010 | Venezuela | 29 – 6 | Costa Rica | Medellín |
| 27 octobre 2010 |           |        |            | Medellín |
| 27 octobre 2010 |           |        |            | Medellín |

| 27 octobre 2010 | Colombie | 7 – 21 | Pérou | Medellín |
| 27 octobre 2010 |          |        |       | Medellín |
| 27 octobre 2010 |          |        |       | Medellín |

| 30 octobre 2010 | Pérou | 61 – 5 | Costa Rica | Medellín |
| 30 octobre 2010 |       |        |            | Medellín |
| 30 octobre 2010 |       |        |            | Medellín |

| 30 octobre 2010 | Colombie | 26 – 28 | Venezuela | Medellín |
| 30 octobre 2010 |          |         |           | Medellín |
| 30 octobre 2010 |          |         |           | Medellín |